# Monasterio de Santa Ana (Madrid)
El monasterio de Santa Ana fue una abadía cisterciense masculina del siglo XVI situada en la calle San Bernardo de Madrid, hoy desaparecido.

## Historia
La fundación del monasterio se debe a Alonso de Peralta, contador del rey Felipe II como complemento al hospital homónimo existente en la misma calle. La primera misa se dijo el 26 de julio de 1596, fiesta de Santa Ana.
El monasterio desapareció en la década de 1820.

## Descripción
La iglesia era pequeña y no contaba con una gran riqueza artística. En la capilla mayor de su iglesia se encontraba el sepulcro del fundador realizado en alabastro y jaspe. El sepulcro contaba con la inscripción siguiente:
D.O.M. Iacet Ildephonsus a Peralta de nobilis Peraltarum styrpe et Catenis, qui celebs et caste vixit, et in honorem D. Annae Coenobium istud Cisterciense ex B. Bernardus cum annuis reditibus fundavit, Virginibusque ex familia proventivus in annos singules non paucis consuluit, quarum electionem Patrono, perpetuo commendauit, et Abbati executionem. Obiit anno M.DC.XI.III mensis octobris.

(en español: aquÍ yace Alfonso de Peralta del noble linaje de los Peralta y los Cadenas, que vivió célibe y castamente, y que en honor de Santa Ana fundó este convento cisterciense de la orden de San Bernardo. Miro por el bien de las doncellas de su linaje, dejándolas para su remedio una no pequeña renta cada año, dejando su elección al patrono [del monasterio] y la ejecución al Abad. Murió el 3 de octubre de 1611.
En la iglesia se encontraba la capilla que albergaba la efigie de Nuestra Señora del Destierro, imagen de mucha devoción.